# Tinolius hypsana
Tinolius hypsana är en fjärilsart som beskrevs av Swinhoe 1889. Tinolius hypsana ingår i släktet Tinolius och familjen nattflyn. Inga underarter finns listade i Catalogue of Life.